# Амгуэмская даллия
Амгуэмская даллия (лат. Dallia admirabilis) — вид лучепёрых рыб семейства щуковых.

## Описание
Найдена биологом Черешневым совместно с Балушкиным в 1980 году на Чукотке.
По виду сходна с даллией, но отличается от неё слабо развитым чешуйным покровом головы и меньшим количеством лучей в грудном плавнике, намечая переход в этом отношении к евдошке. Амгуэмская даллия является переходным видом между даллией и евдошкой и подтверждает объединение раньше разных семейств Даллиевые и Умбровые в одно общее семейство рыб — Умбровые.

## Распространение
Водоёмы Чукотского полуострова. Распространена в бассейне реки Амгуэмы, в пойменных и карстовых озёрах среднего и нижнего течения этой реки. Ареал амгуэмской даллии расположен значительно западнее ареала чёрной даллии, распространённой на побережье Чукотки и Аляски.

## Образ жизни
Обитают в небольших речках и мелких озёрах; в период размножения может перемещаться по протокам и ручьям из одного озерца в другие. Нерест порционный, в начале лета. Питание — мелкие насекомые и их личинки. В остальном образ жизни мало изучен, но скорее всего сходен с образом жизни даллии, так как они обитают в одном географическом районе и являются родственниками.